# Steginoporella
Steginoporella is een mosdiertjesgeslacht uit de familie van de Steginoporellidae en de orde Cheilostomatida. De wetenschappelijke naam ervan werd in 1873 voor het eerst geldig gepubliceerd door Fredrik Adam Smitt.

## Soorten
- Steginoporella alaica Pheophanova, 1965 †
- Steginoporella altavillae (Cipolla, 1921) †
- Steginoporella alveolata Harmer, 1900
- Steginoporella arabica Braga & Bahr, 2003 †
- Steginoporella asymetrica (Canu, 1907) †
- Steginoporella auriculata Harmer, 1900
- Steginoporella bassleri Pouyet & David, 1979
- Steginoporella bhujensis Guha & Gopikrishna, 2007 †
- Steginoporella buskii Harmer, 1900
- Steginoporella caumontensis Pouyet & David, 1979 †
- Steginoporella cavatura Canu, 1916 †
- Steginoporella cellariiformis Cheetham, 1963 †
- Steginoporella chiplonkari Sonar & Gaikwad, 2013 †
- Steginoporella cliftonensis (Maplestone, 1911) †
- Steginoporella connexa Harmer, 1900
- Steginoporella corioensis (Maplestone, 1911) †
- Steginoporella cornuta Osburn, 1950
- Steginoporella crassa (Haswell, 1881)
- Steginoporella crassopora (Canu, 1903) †
- Steginoporella cucullata (Reuss, 1848) †
- Steginoporella cylindrica Ziko, 1985 †
- Steginoporella defixa Canu, 1917 †
- Steginoporella delicata Ziko, 1985 †
- Steginoporella dennanti Maplestone, 1910 †
- Steginoporella dilatata Harmer, 1926
- Steginoporella discors Gordon, Voje & Taylor, 2017
- Steginoporella elegans (Milne-Edwards, 1836) †
- Steginoporella evelinae Marcus, 1949
- Steginoporella firma (Canu, 1907) †
- Steginoporella firma (Reuss, 1869) †
- Steginoporella fragilis Dartevelle, 1933 †
- Steginoporella greavesi Livingstone, 1926
- Steginoporella haddoni Harmer, 1900
- Steginoporella haidingeri (Reuss, 1848) †
- Steginoporella hexagonalis Cheetham, 1963 †
- Steginoporella iberica Pouyet & David, 1979 †
- Steginoporella immanis (Canu & Bassler, 1929) †
- Steginoporella incrustans Canu & Bassler, 1920 †
- Steginoporella intermedia Pouyet & David, 1979 †
- Steginoporella jacksonica Canu & Bassler, 1920 †
- Steginoporella laevimarginata Duvergier, 1923 †
- Steginoporella lateralis MacGillivray, 1895 †
- Steginoporella lineata Gordon, Voje & Taylor, 2017
- Steginoporella magnifica Harmer, 1900
- Steginoporella magnilabris (Busk, 1854)
- Steginoporella mandibulata Harmer, 1926
- Steginoporella manzonii Pouyet & David, 1979 †
- Steginoporella marcusi Livingstone, 1929
- Steginoporella mathuri Sonar & Gaikwad, 2013 †
- Steginoporella mediterranea Pouyet & David, 1979 †
- Steginoporella modesta Gordon, Voje & Taylor, 2017
- Steginoporella montenati Pouyet & David, 1979 †
- Steginoporella murachbanensis Sonar & Gaikwad, 2013 †
- Steginoporella neozelanica (Busk, 1861)
- Steginoporella obtusa Ziko, 1985 †
- Steginoporella parvicella Canu & Bassler, 1919 †
- Steginoporella perplexa Livingstone, 1929
- Steginoporella pirabensis Barbosa, 1959 †
- Steginoporella porteri (Maplestone, 1909)
- Steginoporella reingruberhohensis Zágoršek, 2003 †
- Steginoporella rhodanica Pouyet & David, 1979 †
- Steginoporella rhomboidalis Canu & Lecointre, 1927 †
- Steginoporella simplex Harmer, 1900
- Steginoporella sulcata Harmer, 1900
- Steginoporella tiara Gordon, Voje & Taylor, 2017 †
- Steginoporella transversalis (Canu & Bassler, 1928)
- Steginoporella triangularis Amui & Kaselowsky, 2006
- Steginoporella truncata Harmer, 1900
- Steginoporella tuberculata Pouyet & David, 1979 †
- Steginoporella tubulosa Harmer, 1900
- Steginoporella turbarens Canu & Lecointre, 1927 †
- Steginoporella vicksburgica Canu & Bassler, 1920 †

### Taxon inquirendum
- Steginoporella chartacea (Lamarck, 1816)
- Steginoporella rhomboidalis (Hennig, 1892) †

### Synoniemen
- Steginoporella brevis Canu & Bassler, 1928 → Steginoporella bassleri Pouyet & David, 1979
- Steginoporella jellyae Tilbrook, Hayward & Gordon, 2001 → Steginoporella porteri (Maplestone, 1909)